# رتيلاء وردية الأصابع
رتيلاء وردية الأصابع (الاسم العلمي: Avicularia avicularia)، نوع من الرتيلاء مواطنها الأصلية من كوستاريكا إلى البرازيل وجنوب البحر الكاريبي. يُطلق على هذا النوع أحيانًا اسم وردية الأصابع غويانا  أو وردية الأصابع الشائعة أو وردية الأصابع أمريكا الجنوبية.
وهو عنكبوت مفترس، خفيف السمية مقارنةً بباقي الرتلاوات.